# Città di rilevanza comitale
Le città di rilevanza comitale (in ungherese: megyei jogú város, lett. "città con status di contea") costituiscono la suddivisione territoriale di primo livello dell'Ungheria e sono equiordinate alle contee, senza dunque ricadere nella competenza amministrativa di alcuna di esse.
Istituite nel 1954 con poteri analoghi a quelli delle contee, nel 1990 è stata espressamente contemplata, per le città con una popolazione superiore a 50 000 abitanti, la facoltà di chiedere al Parlamento di assurgere al rango di città di rilevanza comitale, indipendentemente dal fatto di essere capoluogo di una provincia. Eccezione a tale limite minimo di abitanti è stata operata nel 1994 a favore degli unici due capoluoghi di contea che non raggiungevano la soglia, ossia Salgótarján e Szekszárd.
Attualmente, in seguito all'inclusione nella lista della città di Érd (2005), il numero dei circondari autonomi ammonta a 23 (18 capoluoghi di provincia più altre 5 città che hanno superato i 50 000 abitanti).
La capitale, Budapest, è anch'essa equiordinata alle contee, ma costituisce una suddivisione a sé stante.

## Lista
| Stemma | Città            | Popolazione (2013) |
| ------ | ---------------- | ------------------ |
|        | Békéscsaba       | 61 046             |
|        | Debrecen         | 204 333            |
|        | Dunaújváros      | 46 813             |
|        | Eger             | 54 867             |
|        | Érd              | 63 333             |
|        | Győr             | 128 567            |
|        | Hódmezővásárhely | 45 700             |
|        | Kaposvár         | 65 337             |
|        | Kecskemét        | 111 863            |
|        | Miskolc          | 162 905            |
|        | Nagykanizsa      | 49 070             |
|        | Nyíregyháza      | 118 185            |
|        | Pécs             | 147 719            |
|        | Salgótarján      | 37 199             |
|        | Seghedino        | 161 837            |
|        | Sopron           | 60 528             |
|        | Székesfehérvár   | 99 247             |
|        | Szekszárd        | 33 599             |
|        | Szolnok          | 73 193             |
|        | Szombathely      | 77 547             |
|        | Tatabánya        | 67 406             |
|        | Veszprém         | 60 876             |
|        | Zalaegerszeg     | 59 618             |